# Кубок німецької ліги з футболу 1997
Кубок німецької ліги 1997 — 2-й розіграш Кубка німецької ліги. Змагання проводиться за системою «плей-оф», де і визначають переможця. Переможцем вперше стала Баварія.

## Календар
| Раунд        | Дата             | Матчі | Клуби |
| ------------ | ---------------- | ----- | ----- |
| Перший раунд | 18-20 липня 1997 | 2     | 6 → 4 |
| 1/2 фіналу   | 22-23 липня 1997 | 2     | 4 → 2 |
| Фінал        | 26 липня 1997    | 1     | 2 → 1 |

## Перший раунд
| Команда 1           | Рахунок      | Команда 2 |
| ------------------- | ------------ | --------- |
| 18 липня 1997       |              |           |
| Карлсруе            | 2:2 пен. 6:5 | Баєр 04   |
| 20 липня 1997       |              |           |
| Боруссія (Дортмунд) | 1:0          | Бохум     |

## 1/2 фіналу
| Команда 1     | Рахунок | Команда 2           |
| ------------- | ------- | ------------------- |
| 22 липня 1997 |         |                     |
| Штутгарт      | 3:0     | Карлсруе            |
| 23 липня 1997 |         |                     |
| Баварія       | 2:0     | Боруссія (Дортмунд) |

## Фінал
| 26 липня 1997 |

| Баварія              | 2:0      | Штутгарт |
| -------------------- | -------- | -------- |
| Баслер 57' Елбер 71' | Протокол |          |

| БайАрена, Леверкузен Глядачів: 15 000 Арбітр: Юрген Янсен |